# Сантьяго Роель Гарсія
Сантьяго Роель Гарсіа (4 грудня 1919, Монтеррей, Мексика — 17 грудня 2001, Монтеррей, Мексика), мексиканський державний і політичний діяч, науковець, дипломат.

## Біографія
Народився 04 грудня 1919 року в Монтерреї, Мексика. Отримав юридичну освіту. Професор.
До 1964 — очолював юридичний департамент Уряду Нового Леону.
З 1964 по 1970 — виконував обов'язки сенатора.
З 1970 по 1973 — депутат парламенту Мексики, очолював комісії із законодавства і міжнародним справам.
З 1973 по 1976 — директор Інституту політичних, економічних і соціальних досліджень (IEPES), заступник голови Федерального виборчого інституту Мексики, радник міністра фінансів Мексики.
З 1976 по 1979 — міністр закордонних справ Мексики. Відновив дипломатичні відносини із Іспанією. Налагодив взаємовідносини із США. Сприяв підписанню вигідного Мексиці протоколу до договору Торріхоса—Картера по статусу зони Панамського каналу.
З 1979 — професор Автономного університету штату Новий Леон, займався історичними дослідженнями.